# 6249 Jennifer
6249 Jennifer è un asteroide della fascia principale. Scoperto nel 1991, presenta un'orbita caratterizzata da un semiasse maggiore pari a 1,9146098 au e da un'eccentricità di 0,1418316, inclinata di 28,10721° rispetto all'eclittica.
L'asteroide è dedicato all'attrice statunitense Jennifer Jones Simon.